# Várady Antal
Viski Várady Antal (Paszab, 1819. augusztus 2. – Kolta, 1885. november 15.) ügyvéd és földbirtokos, a reformnemzedék tagja.

## Élete
Viski Várady József, a régi nemes család ivadéka és belényesi Farkas Zsuzsánna fia. Sárospatakon kezdte iskoláit és az ottani kollégiumnak egy évtizednél tovább volt tanulója. Innét Eperjesre ment, ahol a jogot végezte. Az 1840-es évek elején Pestre ment törvénygyakorlatra.
Jurátus korában ismerkedett meg Petőfi Sándorral, aki éppen ebben az időben érkezett meg Pestre Nagy Ignác meghívására Pozsonyból, ahol országgyűlési tudósítások másolásával tartotta fönn magát. Egy régibb barátjánál, Fekete Lajosnál lakott, a régi botanikus kert országútra eső részén egy süllyedt földszintes régi házban lakott, ott, ahol később az állattani és geológiai intézet palotája épült. 1843 nyarán Várady Feketénél megismerkedett Petőfivel, és lakótársnak hívta a Zöldfa utcai Festetich-házba (később kincstári ház, ahol az állami számvevőszék volt). Petőfi elfogadta Várady ajánlatát és szoros baráti kapcsolat alakult ki közöttük. Ősz felé Petőfi elhagyta barátja lakását és Pestet, Debrecenbe ment, hogy újra színésznek álljon.
1844 tavaszán Petőfi ismét beállított Váradyhoz Debrecenben írt költeményeivel. A körnek, mely Vörösmarty Mihály lelkes ajánlatára elhatározta Petőfi verseinek kiadását, Várady volt a jegyzője és nagy részben az ő érdeme, hogy Vörösmarty indítványa nem bukott meg. A versek kiadása ügyében kiküldött alválasztmánynak is ő volt a jegyzője. Várady 1845-ben maga is önálló lett, saját ügyvédi irodát nyitott. Keresett és tekintélyes ügyvéd volt. Ismert családok, mint a Telekiek, a Lónyayak tisztelték meg bizalmukkal. Petőfi azután is, ha időnként Pestre utazott, barátjánál szállt meg a Zöldfa utcában, később a Hatvani utcában a Gebhardt-féle házban, a Nemzeti Kaszinóval szemben.
1846 elején harmadik társnak meghívták Tompa Mihályt, aki akkor betegen feküdt a Rókus-kórházban. Mikor Tompát 1846 elején megválasztották bejei papnak, helyét Jókai Mór foglalta el, együtt mentek vacsorára, együtt jártak kávéházba, együtt játszottak biliárdot és néhanapján praeferance-ot. Ilyenkor Petőfi szüntelen ugratta Jókait, ha ellicitálta előle a talont, vagy partnerje levén, a játékos előnyére hívott. Petőfi Váradyval együtt gyakorolta a vívást. Váradyt mind a három költő nagyra becsülte. Petőfi költői levelet intézett hozzá (Dömsöd, 1846. május 22.), Tompa pedig Várady menyasszonyát tisztelte meg egy szép költeménnyel: Hűséges barátom mátkájának; a költemény eredeti kéziratában a cím alatt e szavak állanak: "Ruffy Idának". Váradynak Ruffy Idával (meghalt 1858. augusztus 7.) történt esküvőjén 1846 nyarán Esztergomban Petőfi és Jókai voltak tanúi. Petőfi 1848 őszén elhagyta a fővárost. Várady pedig állami hivatalt vállalt. Biztos lett a postán és császári proklamációkat égetett el, amiért fogságot is szenvedett a szabadságharc után. Később ügyész lett Vukovics Sebő minisztersége alatt.
1849-ben Buda ostroma alatt találkozott Várady Petőfivel utoljára; május 11-én ő vitte Petőfit Görgey Artúrhoz a Svábhegyre. Miután majd egy negyed századig volt Pesten a gróf Teleki család ügyvédje, 1866-ban abbahagyta az ügyvédkedést. Kiment Komárom megyei birtokára, a Kolta melletti Rózsa-pusztára. Az 1870-es években a kataszternél vállalt hivatalt és a gazdaságnak élt.
Cikkei a Regélő Pesti Divatlapban (1842. 101. sz. Óvás a Thury körtáncza ügyében); gazdaságiak a Falusi Gazdában (1862-64), a Kertészgazdában (1865, 1871), a Földmívelési Érdekeinkben (1873-74); Petőfire vonatkozó közleményei a M. Politikában (1872. 210. sz. Hol született Petőfi Sándor, 1872. 194., 195., 1875. 194., 195. cikkek Petőfiről), Reformban, a Fővárosi Lapokban (1874. 166. sz. Petőfi Dömsödön, 267. sz. Kisfaludy Károly halála napja, 1882. 243. sz. Petőfi és Klapka) és a Honban jelentek meg.

## Házassága és leszármazottai
Első neje királyházi Ruffy Ida (1824-1858), királyházi Ruffy András és tésai Foglár Mária (1801-1857) lánya. Tőle született:
- Csány Lászlóné viski Várady Ida
- viski dr. Várady Béla (1843-1893)
- viski Várady Bálint

Második felesége Csaplitzky Franciska (1834-1897) volt.

## Munkája
- A dinnye. Pest, 1862.

Kéziratban maradtak Béla fiánál Petőfi életrajzára vonatkozó följegyzései és költeményei.